# 卡拉法-德尔比安科
卡拉法-德尔比安科（義大利語：Caraffa del Bianco）是意大利雷焦卡拉布里亞廣域市的一个市镇。总面积12平方公里，人口560人，人口密度46.7人/平方公里（2009年）。ISTAT代码为080021。